# Primera División (Mexiko) 2007/08
Die Saison 2007/08 begann am 3. August 2007 mit der Partie zwischen den Tecos de la UAG und dem Club de Fútbol Pachuca. Sie endete mit 1:4 aus Sicht der Heimmannschaft und war somit einer der elf höchsten Auswärtssiege der gesamten Saison; denn keiner Auswärtsmannschaft gelang ein Sieg mit mehr als drei Toren Unterschied. Siebenmal gewannen Auswärtsmannschaften mit 3:0 und dreimal mit 4:1. Das torreichste Auswärtssiegergebnis war der 5:2-Erfolg von Santos Laguna am 27. Oktober 2007 beim CF Atlas.
Die höchsten Saisonsiege waren in der Apertura das 8:0 der Pumas UNAM gegen die Tiburones Rojos de Veracruz (4. November 2007) und in der Clausura der 6:0-Erfolg des Club Deportivo Guadalajara über den CA Monarcas Morelia (2. Februar 2008). Das torreichste Spiel der Apertura fand am 10. November 2007, dem letzten Vorrundenspieltag, zwischen Guadalajara und den Jaguares (5:4) statt, das torreichste Spiel der Clausura am 5. April 2008 zwischen Monterrey und Veracruz (7:2). Der letzte Spieltag der Punktspielrunde fand am 4. Mai 2009 statt, das insgesamt letzte Saisonspiel war am 1. Juni 2008 das Finalrückspiel um die Clausura 2008 zwischen Santos Laguna und Cruz Azul (1:1).
Meister der Apertura 2007 wurde der CF Atlante, der in der Gesamttabelle der Saison den sechsten Rang belegte. Meister der Clausura 2008 wurde Santos Laguna, die punktbeste Mannschaft der gesamten Saison.
Insgesamt gab es 306 Punktspiele und 28 Spiele in der Liguilla, der spanischen Bezeichnung für die Play-Offs, also insgesamt 334 Spiele um die beiden Meisterschaften.
In der regulären Punktspielrunde hatte jede Mannschaft 34 Spiele zu absolvieren, je 17 in der Apertura und der Clausura. Theoretisch waren für eine Mannschaft bis zu 46 Spiele möglich, wenn sie sowohl in der Apertura als auch in der Clausura die Finalspiele erreicht hätte. Eine solche Konstellation kam in der Saison 2008/09 jedoch nicht vor. Die meisten Spiele (44) absolvierte die Mannschaft von Santos Laguna, die in der Apertura 2007 bis ins Halbfinale vorstieß und die Clausura 2008 gewann.
Der im Vorjahr abgestiegene Querétaro FC wurde durch den Aufsteiger Puebla FC ersetzt. Am Saisonende 2007/08 stieg der CD Veracruz aus der Primera División ab und wurde in der Saison 2008/09 durch den Aufsteiger Club de Fútbol Indios ersetzt.

## Die Punktspielrunde
In der (die Liguilla nicht berücksichtigenden) regulären Saison war das 2:1 das häufigste Ergebnis. Es kam insgesamt 50 Mal vor und war gleichzeitig das häufigste Auswärtssiegergebnis (24 Mal). Dahinter folgt das 1:1, das 45 Mal erzielt wurde, vor dem 1:0, das 43 Mal vorkam und das häufigste Heimsiegergebnis (28 Mal) ist.
In den insgesamt 306 Punktspielen fielen 864 Tore, was einem Schnitt von 2,82 entspricht. 508 Tore (im Schnitt 1,66) wurden von den Heimmannschaften erzielt und 356 Tore (durchschnittlich 1,16) von den Auswärtsmannschaften.

## Tabellen zur Saison 2007/08

### Gesamtjahrestabelle 2007/08
| Pl. | Verein              | Sp. | S  | U  | N  | Tore    | Diff. | Punkte |
| --- | ------------------- | --- | -- | -- | -- | ------- | ----- | ------ |
| 1.  | Santos Laguna       | 34  | 19 | 12 | 3  | 076:410 | +35   | 69     |
| 2.  | Chivas Guadalajara  | 34  | 18 | 10 | 6  | 060:300 | +30   | 64     |
| 3.  | Deportivo Toluca    | 34  | 17 | 10 | 7  | 050:350 | +15   | 61     |
| 4.  | Club San Luis       | 34  | 16 | 11 | 7  | 056:530 | +3    | 59     |
| 5.  | CD Cruz Azul        | 34  | 16 | 8  | 10 | 054:390 | +15   | 56     |
| 6.  | Atlante FC          | 34  | 12 | 14 | 8  | 056:490 | +7    | 50     |
| 7.  | CF Pachuca          | 34  | 13 | 7  | 14 | 053:480 | +5    | 46     |
| 8.  | UNAM Pumas          | 34  | 11 | 11 | 12 | 053:450 | +8    | 44     |
| 9.  | Jaguares de Chiapas | 34  | 10 | 14 | 10 | 045:470 | −2    | 44     |
| 10. | Necaxa              | 34  | 10 | 14 | 10 | 041:440 | −3    | 44     |
| 11. | Monarcas Morelia    | 34  | 11 | 7  | 16 | 031:500 | −19   | 40     |
| 12. | CF Monterrey        | 34  | 9  | 11 | 14 | 045:470 | −2    | 38     |
| 13. | Puebla FC           | 34  | 9  | 11 | 14 | 044:490 | −5    | 38     |
| 14. | Club América        | 34  | 10 | 7  | 17 | 038:490 | −11   | 37     |
| 15. | CF Atlas            | 34  | 9  | 8  | 17 | 044:570 | −13   | 35     |
| 16. | UANL Tigres         | 34  | 9  | 8  | 17 | 035:500 | −15   | 35     |
| 17. | CD Veracruz         | 34  | 9  | 8  | 17 | 042:640 | −22   | 35     |
| 18. | UAG Tecos           | 34  | 9  | 7  | 18 | 041:670 | −26   | 34     |

### Die Heim- und Auswärtstabellen
Chivas Guadalajara bleibt zu Hause unbesiegt
| Pl. | Verein              | Sp. | S  | U | N | Tore    | Diff. | Punkte |
| --- | ------------------- | --- | -- | - | - | ------- | ----- | ------ |
| 1.  | Chivas Guadalajara  | 17  | 14 | 3 | 0 | 044:150 | +29   | 45     |
| 2.  | Santos Laguna       | 17  | 13 | 3 | 1 | 045:150 | +30   | 42     |
| 3.  | Deportivo Toluca    | 17  | 10 | 5 | 2 | 030:140 | +16   | 35     |
| 4.  | CD Cruz Azul        | 17  | 10 | 5 | 2 | 029:130 | +16   | 35     |
| 5.  | Club San Luis       | 17  | 10 | 5 | 2 | 028:190 | +9    | 35     |
| 6.  | UANL Tigres         | 17  | 8  | 4 | 5 | 024:190 | +5    | 28     |
| 7.  | Monarcas Morelia    | 17  | 8  | 4 | 5 | 017:170 | ±0    | 28     |
| 8.  | UNAM Pumas          | 17  | 7  | 6 | 4 | 032:190 | +13   | 27     |
| 9.  | CF Monterrey        | 17  | 7  | 6 | 4 | 030:190 | +11   | 27     |
| 10. | Club América        | 17  | 7  | 4 | 6 | 023:160 | +7    | 25     |
| 11. | Necaxa              | 17  | 6  | 7 | 4 | 024:210 | +3    | 25     |
| 12. | CF Atlas            | 17  | 7  | 4 | 6 | 022:210 | +1    | 25     |
| 13. | Atlante FC          | 17  | 6  | 6 | 5 | 032:270 | +5    | 24     |
| 14. | Puebla FC           | 17  | 5  | 8 | 4 | 028:200 | +8    | 23     |
| 15. | CF Pachuca          | 17  | 6  | 5 | 6 | 025:190 | +6    | 23     |
| 16. | UAG Tecos           | 17  | 6  | 4 | 7 | 028:310 | −3    | 22     |
| 17. | Jaguares de Chiapas | 17  | 4  | 8 | 5 | 020:200 | ±0    | 20     |
| 18. | CD Veracruz         | 17  | 6  | 2 | 9 | 027:310 | −4    | 20     |

| Pl. | Verein              | Sp. | S | U | N  | Tore    | Diff. | Punkte |
| --- | ------------------- | --- | - | - | -- | ------- | ----- | ------ |
| 1.  | Santos Laguna       | 17  | 6 | 9 | 2  | 031:260 | +5    | 27     |
| 2.  | Atlante FC          | 17  | 6 | 8 | 3  | 024:220 | +2    | 26     |
| 3.  | Deportivo Toluca    | 17  | 7 | 5 | 5  | 020:210 | −1    | 26     |
| 4.  | Jaguares de Chiapas | 17  | 6 | 6 | 5  | 025:270 | −2    | 24     |
| 5.  | Club San Luis       | 17  | 6 | 6 | 5  | 028:340 | −6    | 24     |
| 6.  | CF Pachuca          | 17  | 7 | 2 | 8  | 028:290 | −1    | 23     |
| 7.  | CD Cruz Azul        | 17  | 6 | 3 | 8  | 025:260 | −1    | 21     |
| 8.  | Chivas Guadalajara  | 17  | 4 | 7 | 6  | 016:150 | +1    | 19     |
| 9.  | Necaxa              | 17  | 4 | 7 | 6  | 017:230 | −6    | 19     |
| 10. | UNAM Pumas          | 17  | 4 | 5 | 8  | 021:260 | −5    | 17     |
| 11. | Puebla FC           | 17  | 4 | 3 | 10 | 016:290 | −13   | 15     |
| 12. | CD Veracruz         | 17  | 3 | 6 | 8  | 015:330 | −18   | 15     |
| 13. | Club América        | 17  | 3 | 3 | 11 | 015:330 | −18   | 12     |
| 14. | Monarcas Morelia    | 17  | 3 | 3 | 11 | 014:330 | −19   | 12     |
| 15. | UAG Tecos           | 17  | 3 | 3 | 11 | 013:360 | −23   | 12     |
| 16. | CF Monterrey        | 17  | 2 | 5 | 10 | 015:280 | −13   | 11     |
| 17. | CF Atlas            | 17  | 2 | 4 | 11 | 022:360 | −14   | 10     |
| 18. | UANL Tigres         | 17  | 1 | 4 | 12 | 011:310 | −20   | 07     |

### Kreuztabelle zur Saison 2007/08
Die Kreuztabelle stellt die Ergebnisse aller Spiele dieser Saison dar. Der Name der Heimmannschaft ist in der linken Spalte, das Logo bzw. ein Kürzel der Gastmannschaft in der oberen Zeile aufgelistet.
| 2007/08             | Santos Laguna | Deportivo Guadalajara | Deportivo Toluca | Club San Luis | CD Cruz Azul | CF Atlante | CF Pachuca | UNAM Pumas | JAG | Necaxa | Monarcas Morelia | CF Monterrey | Puebla FC | AME | CF Atlas | UANL Tigres | CD Veracruz | UAG Tecos |
| ------------------- | ------------- | --------------------- | ---------------- | ------------- | ------------ | ---------- | ---------- | ---------- | --- | ------ | ---------------- | ------------ | --------- | --- | -------- | ----------- | ----------- | --------- |
| Santos Laguna       |               | 2:1                   | 2:2              | 4:1           | 2:0          | 3:0        | 2:1        | 3:2        | 1:3 | 1:1    | 3:2              | 2:0          | 4:1       | 4:0 | 6:1      | 0:0         | 2:0         | 4:0       |
| Chivas Guadalajara  | 3:2           |                       | 1:0              | 2:2           | 1:0          | 1:1        | 2:1        | 3:0        | 5:4 | 5:1    | 6:0              | 1:0          | 4:0       | 3:2 | 3:1      | 1:0         | 3:1         | 0:0       |
| Deportivo Toluca    | 2:3           | 1:0                   |                  | 2:1           | 1:1          | 2:2        | 0:2        | 0:0        | 1:1 | 4:0    | 2:0              | 1:1          | 2:0       | 3:1 | 2:1      | 2:0         | 2:1         | 3:0       |
| Club San Luis       | 2:2           | 0:0                   | 2:0              |               | 3:1          | 2:0        | 2:1        | 3:2        | 0:2 | 3:2    | 2:1              | 3:1          | 0:3       | 2:1 | 0:0      | 1:1         | 2:1         | 1:1       |
| CD Cruz Azul        | 1:1           | 0:0                   | 3:1              | 4:0           |              | 2:2        | 1:2        | 2:1        | 1:1 | 3:0    | 1:0              | 2:1          | 2:0       | 2:2 | 2:0      | 1:0         | 1:0         | 1:2       |
| Atlante FC          | 2:2           | 1:1                   | 2:0              | 4:3           | 2:3          |            | 1:2        | 1:0        | 2:2 | 0:2    | 2:0              | 2:3          | 4:0       | 2:1 | 3:3      | 1:1         | 2:2         | 1:2       |
| CF Pachuca          | 0:1           | 1:2                   | 1:2              | 4:1           | 1:4          | 2:0        |            | 1:1        | 0:1 | 1:1    | 3:1              | 1:1          | 0:0       | 1:2 | 1:0      | 6:1         | 1:1         | 1:0       |
| UNAM Pumas          | 1:1           | 1:1                   | 0:0              | 2:3           | 1:2          | 1:2        | 0:0        |            | 4:1 | 0:3    | 1:0              | 2:1          | 2:2       | 1:1 | 3:2      | 3:0         | 8:0         | 2:0       |
| Jaguares de Chiapas | 2:2           | 2:2                   | 0:0              | 2:2           | 1:2          | 1:1        | 0:2        | 1:2        |     | 0:0    | 1:1              | 0:0          | 0:1       | 2:1 | 2:0      | 3:2         | 1:2         | 2:0       |
| Necaxa              | 2:3           | 1:0                   | 1:2              | 1:1           | 2:0          | 1:1        | 2:2        | 1:1        | 1:1 |        | 1:1              | 3:2          | 2:1       | 2:0 | 2:4      | 1:0         | 0:1         | 1:1       |
| Monarcas Morelia    | 0:0           | 1:0                   | 2:1              | 1:2           | 2:1          | 1:1        | 3:2        | 0:3        | 1:0 | 0:0    |                  | 0:1          | 2:0       | 2:1 | 0:2      | 1:0         | 1:1         | 0:2       |
| CF Monterrey        | 1:1           | 1:0                   | 1:1              | 2:3           | 3:2          | 1:1        | 3:1        | 1:0        | 0:0 | 1:1    | 1:2              |              | 2:0       | 0:1 | 1:1      | 2:3         | 7:2         | 3:0       |
| Puebla FC           | 3:3           | 0:3                   | 1:2              | 1:2           | 1:1          | 2:2        | 5:2        | 1:1        | 1:2 | 1:1    | 4:0              | 1:1          |           | 0:0 | 1:0      | 3:0         | 0:0         | 3:0       |
| Club América        | 0:1           | 2:1                   | 0:1              | 1:2           | 2:2          | 0:1        | 1:3        | 2:0        | 6:1 | 1:0    | 0:1              | 1:0          | 0:0       |     | 2:1      | 1:1         | 0:0         | 4:1       |
| CF Atlas            | 2:5           | 0:2                   | 1:1              | 1:1           | 2:0          | 1:2        | 0:1        | 2:2        | 0:1 | 0:1    | 1:0              | 2:2          | 2:1       | 1:0 |          | 1:0         | 3:0         | 3:2       |
| UANL Tigres         | 1:2           | 0:0                   | 0:1              | 0:0           | 1:0          | 2:3        | 3:2        | 2:0        | 1:1 | 1:0    | 2:2              | 1:0          | 0:3       | 3:0 | 3:2      |             | 0:3         | 4:0       |
| CD Veracruz         | 1:1           | 1:2                   | 2:3              | 1:1           | 1:4          | 0:2        | 3:0        | 2:4        | 1:3 | 1:3    | 0:1              | 3:1          | 0:2       | 4:0 | 2:1      | 2:1         |             | 3:2       |
| UAG Tecos           | 3:1           | 1:1                   | 2:3              | 2:3           | 0:2          | 0:3        | 1:4        | 1:2        | 2:1 | 1:1    | 3:2              | 3:0          | 3:2       | 1:2 | 3:3      | 2:1         | 0:0         |           |

## Die Liguillas
In den Liguillas (der spanischen Bezeichnung für die Play-offs) der Apertura und Clausura kam es zu insgesamt 14 Begegnungen mit Hin- und Rückspiel, somit also insgesamt 28 Spielen. 12 Spiele endeten mit einem Sieg der Heimmannschaft, während die Auswärtsmannschaften nur fünfmal erfolgreich waren. 11 Spiele endeten unentschieden. Das Torverhältnis belief sich aus Sicht der Heimmannschaften auf 41:29. Somit lag der durchschnittliche Torerfolg in den Liguillas bei 2,50 bzw. (aus Sicht der Heimmannschaft) bei 1,46 zu 1,04.
Das häufigste Ergebnis der Liguillas war das 1:1, das insgesamt siebenmal erzielt wurde. Zweithäufigstes Ergebnis war das sechsmal erzielte 1:0 (vier Heim- und zwei Auswärtssiege) vor dem fünfmal erzielten 2:1 (drei Heim- und zwei Auswärtssiege).
Der höchste Sieg in den Liguillas war das 4:1 des CF Monterrey gegen den CD Guadalajara im Viertelfinale der Clausura 2008 und das torreichste Spiel das Rückspiel zwischen diesen beiden Mannschaften, das 4:4 endete.
Insgesamt viermal qualifizierte sich bei Torgleichheit aus Hin- und Rückspiel die Mannschaft, die in der regulären Punktspielrunde (Apertura bzw. Clausura) mehr Punkte sammeln konnte. Dies war im Halbfinale der Apertura 2007 der Atlante FC, der sich mit 0:1 und 1:0 gegen Chivas Guadalajara behaupten konnte und anschließend in den Finalspielen (mit 0:0 und 2:1) gegenüber den Pumas UNAM die Oberhand behielt. In der Clausura 2008 kam diese Konstellation dreimal vor: im Viertelfinale setzten sich auf diese Weise Cruz Azul (mit 0:1 und 2:1 gegen die Jaguares) und der San Luis FC (mit 1:1 und 0:0) gegen Toluca durch. Im Halbfinale profitierte Santos Laguna von dieser Regel (1:1 und 2:2 gegen Monterrey) und gewann die Finalspiele schließlich (mit 2:1 und 1:1) gegen Cruz Azul.
Von den 18 Mannschaften der Punktspielrunde gelang insgesamt elf Mannschaften die Qualifikation für die Liguillas. Sechs Mannschaften konnten sich einmal für die Liguilla qualifizieren und fünf Mannschaften gelang die Qualifikation zweimal. Erfolgreichstes Team war der Club Santos Laguna, der in der Apertura 2007 bis ins Halbfinale vorstieß und die Clausura 2008 zu seinen Gunsten entschied. Santos war zugleich die einzige Mannschaft, die sich bei beiden Turnieren für das Halbfinale qualifizieren konnte.

## Liguillas der Apertura 2007

### Repechaje (Qualifikation)
|                  | Gesamt |              | Hinspiel | Rückspiel |
| ---------------- | ------ | ------------ | -------- | --------- |
| CF Pachuca       | 0:6    | Cruz Azul    | 0:2      | 0:4       |
| Monarcas Morelia | 3:1    | Club América | 3:0      | 0:1       |

### Viertelfinale
|                  | Gesamt |                     | Hinspiel | Rückspiel |
| ---------------- | ------ | ------------------- | -------- | --------- |
| Cruz Azul        | 1:3    | Atlante             | 0:1      | 1:2       |
| San Luis FC      | 1:2    | Chivas Guadalajara  | 1:1      | 0:1       |
| Monarcas Morelia | 2:5    | Santos Laguna       | 0:2      | 2:3       |
| UNAM Pumas       | 3:1    | Deportivo Toluca FC | 2:0      | 1:1       |

Atlante setzt sich gegen Chivas durch, weil sie in der Liga mehr Punkte erzielt hatten (33) als das Team aus Guadalajara (31).

### Halbfinale
|                    | Gesamt |               | Hinspiel | Rückspiel |
| ------------------ | ------ | ------------- | -------- | --------- |
| Chivas Guadalajara | 1:1    | Atlante       | 1:0      | 0:1       |
| UNAM Pumas         | 5:4    | Santos Laguna | 3:0      | 2:4       |

### Finale
|            | Gesamt |         | Hinspiel | Rückspiel |
| ---------- | ------ | ------- | -------- | --------- |
| UNAM Pumas | 1:2    | Atlante | 0:0      | 1:2       |

## Liguillas der Clausura 2008

### Repechaje (Qualifikation)
|            | Gesamt |             | Hinspiel | Rückspiel |
| ---------- | ------ | ----------- | -------- | --------- |
| CF Pachuca | 2:2    | San Luis FC | 0:1      | 2:1       |
| CF Atlas   | 1:1    | Necaxa      | 1:1      | 0:0       |

In der Repechaje setzten sich die Qualifikanten fürs Viertelfinale lediglich aufgrund ihres höheren Punktestandes in der Liga durch: San Luis (30) gegenüber Pachuca (22) und Necaxa (24) gegenüber Atlas (23)

### Viertelfinale
|                     | Gesamt |                    | Hinspiel | Rückspiel |
| ------------------- | ------ | ------------------ | -------- | --------- |
| CF Monterrey        | 8:5    | Chivas Guadalajara | 4:1      | 4:4       |
| Jaguares de Chiapas | 2:2    | Cruz Azul          | 1:0      | 1:2       |
| Necaxa              | 2:3    | Santos Laguna      | 1:2      | 1:1       |
| Deportivo Toluca FC | 1:1    | San Luis FC        | 1:1      | 0:0       |

Erneut setzt sich San Luis lediglich aufgrund der in der Liga mehr erzielten Punkte (30), diesmal gegen Toluca (27), durch. Ebenso wie Cruz Azul (31) gegen die Jaguares (26).

### Halbfinale
|               | Gesamt |              | Hinspiel | Rückspiel |
| ------------- | ------ | ------------ | -------- | --------- |
| San Luis FC   | 1:2    | Cruz Azul    | 0:1      | 1:1       |
| Santos Laguna | 3:3    | CF Monterrey | 1:1      | 2:2       |

Im Nordderby setzt sich Santos aufgrund der in der Liga mehr erzielten Punkte (31) gegen Monterrey (24) durch.

### Finale
|           | Gesamt |               | Hinspiel | Rückspiel |
| --------- | ------ | ------------- | -------- | --------- |
| Cruz Azul | 2:3    | Santos Laguna | 1:2      | 1:1       |